# 509 v.Chr.
Het jaar 509 v.Chr. is een jaartal volgens de christelijke jaartelling.

## Gebeurtenissen

### Italië

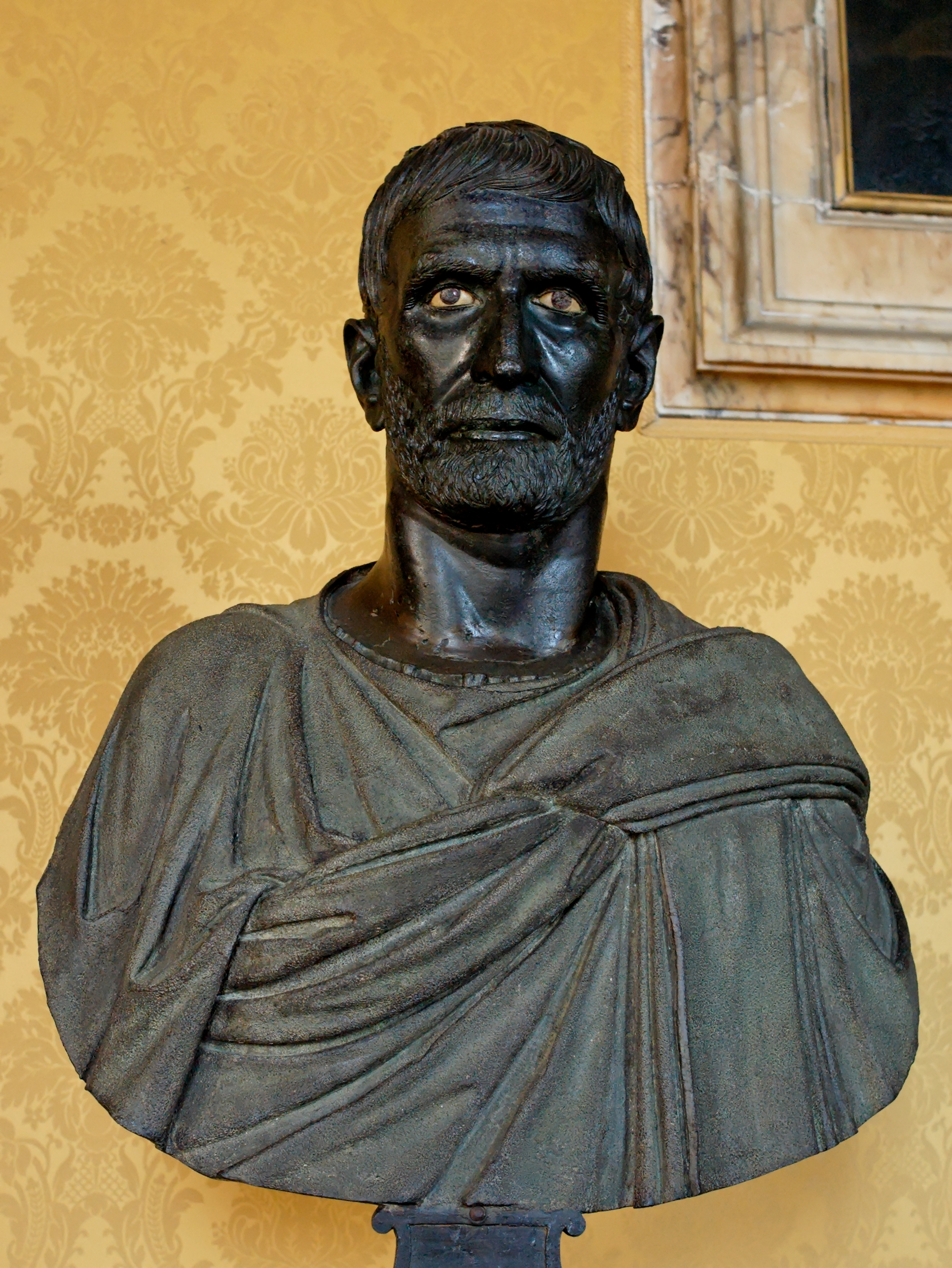
Capitolijnse Brutus, portret van Lucius Iunius Brutus

- Lucius Tarquinius Superbus, de laatste Etruskische heerser over Rome, wordt door de Romeinse bevolking verdreven. Etruskische troepen onder Lars Porsenna rukken op naar Rome. Een veldslag bij de Pons Sublicius eindigt in een kortstondige bezetting van Rome.
- Met de vlucht van Tarquinius Superbus komt een einde aan de Etruskische heerschappij over Rome. Rome wordt een republiek; de Senaat kiest jaarlijks twee consuls.
- Lucius Junius Brutus en Lucius Tarquinius Collatinus worden benoemd tot consul van Rome.

### Carthago
- Carthago sluit een handelsverdrag met Rome. Daarin wordt bepaald dat Romeinse schepen niet verder dan Carthago mogen varen en dat de Carthagers geen invoerrechten hoeven te betalen.

### Griekenland
- Lysagoras wordt benoemd tot archont van Athene.

### China
- Koning Helü van het Wu-rijk neemt de krijgskundige Sunzi in dienst als zijn raadgever.
- Koning Zhao van Chu stuurt Gongzi Nangwa eropuit om Wu aan te vallen als wraak voor de veldtochten van Wu in Qian en Lu.[1]